# California Golden Seals
California Golden Seals – amerykański klub hokeja na lodzie z siedzibą w Oakland, grający w latach 1967–1976 w NHL. Klub został rozwiązany.

## Historia klubu
W 1966, NHL ogłosiła, że 6 nowych klubów będzie dodanych jako nowa dywizja od sezonu 1967/68, ponieważ było ogólne zapotrzebowanie na więcej klubów, ponieważ było tylko 6 klubów do tej pory. Innym powodem na ekspansję była duża konkurencja ze strony WHL. San Francisco Seals był jednym z takich klubów w WHL. Barry Van Gerbig kupił ten klub, przeniósł do niedalekiego Oakland, miasta, które leży po drugiej stronie Zatoki San Francisco.
Pierwotnie zespół nazywany był California Seals, jednak już w połowie sezonu 1967/1968 zmienił nazwę na Oakland Seals, a w 1970 na California Golden Seals. Dwukrotnie startowali w fazie playoff ligi NHL, gdzie jednak odpadali w pierwszej rundzie rywalizacji.

## Zawodnicy

### CzłonkowieHall of Fame
- Harry Howell
- Bert Olmstead
- Craig Patrick (kategoria budowniczy)
- Rudy Pilous (kategoria budowniczy)
- Bill Torrey (kategoria budowniczy)

### Kapitanowie zespołu
- Bobby Baun, 1967–68
- Ted Hampson, 1968–71
- Carol Vadnais, 1971–72
- Bert Marshall, 1972–73
- bez kapitana, 1973–74
- Joey Johnston, 1974–75
- Jim Neilson i Bob Stewart, 1975–76 (współkapitanowie)

## Managerowie generalni
- Rudy Pilous, 1967 (zwolniony przed startem sezonu)
- Bert Olmstead, 1967–68 (zrezygnował w marcu 1968)
- Frank Selke Jr., 1968–70 (zrezygnował w listopadzie 1970)
- Bill Torrey, 1970 (zrezygnował w grudniu 1970)
- Fred Glover, 1970–71 (zwolniony w październiku 1971)
- Garry Young, 1971–72 (zwolniony w listopadzie 1972)
- Fred Glover, 1972–74 (zrezygnował w listopadzie 1974)
- Garry Young, 1974 (zrezygnował przed startem sezonu 1974–75)
- Bill McCreary, 1974–76

## Wybrani w pierwszych rundach draftów
- 1967: Ken Hicks (z numerem 3)
- 1968: brak
- 1969: Tony Featherstone (z numerem 7)
- 1970: Chris Oddleifson (z numerem 10)
- 1971: brak
- 1972: brak
- 1973: brak
- 1974: Rick Hampton (z numerem 3)
- 1975: Ralph Klassen (z numerem 3)

## Wykaz sezonów
Legenda: M = Mecze, Z = Zwycięstwa, P = Porażki, R = Remisy, Pkt = Punkty, GZ = Gole zdobyte, GS = Gole stracone, MIN = Kary w minutach
| Sezon    | Nazwa drużyny           | M   | Z   | P   | R   | Pkt | GZ   | GS   | MIN  | Sezon zasadniczy                | Playoff                               |
| -------- | ----------------------- | --- | --- | --- | --- | --- | ---- | ---- | ---- | ------------------------------- | ------------------------------------- |
| 1967–68² | Oakland Seals           | 74  | 15  | 42  | 17  | 47  | 153  | 219  | 787  | 6. miejsce w dywizji zachodniej | nie awansowali                        |
| 1968–69  | Oakland Seals           | 76  | 29  | 36  | 11  | 69  | 219  | 251  | 811  | 2. miejsce w dywizji zachodniej | Porażka w ćwierćfinale 3:4 z Kings    |
| 1969–70  | Oakland Seals           | 76  | 22  | 40  | 14  | 58  | 169  | 243  | 845  | 4. miejsce w dywizji zachodniej | Porażka w ćwierćfinale 0:4 z Penguins |
| 1970–71  | California Golden Seals | 78  | 20  | 53  | 5   | 45  | 199  | 320  | 937  | 7. miejsce w dywizji zachodniej | nie awansowali                        |
| 1971–72  | California Golden Seals | 78  | 21  | 39  | 18  | 60  | 216  | 288  | 1007 | 6. miejsce w dywizji zachodniej | nie awansowali                        |
| 1972–73  | California Golden Seals | 78  | 16  | 46  | 16  | 48  | 213  | 323  | 840  | 8. miejsce w dywizji zachodniej | nie awansowali                        |
| 1973–74  | California Golden Seals | 78  | 13  | 55  | 10  | 36  | 195  | 342  | 651  | 8. miejsce w dywizji zachodniej | nie awansowali                        |
| 1974–75  | California Golden Seals | 80  | 19  | 48  | 13  | 51  | 212  | 316  | 1101 | 4. miejsce w dywizji Adams      | nie awansowali                        |
| 1975–76  | California Golden Seals | 80  | 27  | 42  | 11  | 65  | 250  | 278  | 1058 | 4. miejsce w dywizji Adams      | nie awansowali                        |
| Totals   | Nine seasons            | 698 | 182 | 401 | 115 | 479 | 1826 | 2580 | 8037 |                                 |                                       |

² Od 11 października do 6 listopada 1967 roku drużyna nazywała się California Seals.